# Dom kultury
«Dom kultury» (рус. «Дом культуры») — пятый студийный альбом белорусской рок-группы N.R.M. Расширенное («дорогое») издание альбома появилось в декабре 2002 года, 24 января 2003 года было выпущено «массовое» издание.
С этого альбома вышли такие хиты группы, как «Лёгкія-лёгкія», «Маё пакаленьне», «Хавайся ў бульбу».

## Об альбоме
Альбом вышел в двух вариантах: обычное издание и «дорогое». В «дорогом» издании кроме 12 композиций присутствует аудио-пьеса «Дом культуры», в которой рассказывается о приключениях группы в провинциальном доме культуры. Также в расширенном издании присутствует 20-и минутный видеофильм о гастролях группы. Оформление диска исполнено в тёмных тонах, на обложке изображено здание минского Театра оперы и балета.
По словам Лявона Вольского «Маё пакаленьне» — это «депрессивная песня о том, что наше поколение мало чего достигло: „дети перестройки“ и всё такое. Своего рода потерянное поколение». В песне содержится много отсылок, в том числе и на гимн БССР («Мы беларусы з братняю Руссю шукалi да шчасця дарог…»). Песня «Прастора» была написана в стиле польского идеалистического рока 80-х годов. Поляки собирались сделать альбом песен эпохи «Солидарности» в исполнении современных белорусских групп. Этот проект так и не был реализован, но на этой волне была создана эта песня. Песня «Хавайся ў бульбу» о внутреннем цензе чиновников. Песня «Лёгкія-лёгкія» была написана и записана в последний момент, это «немного драматическая песня с оттенком трагизма», она не похожая на другие песни группы.

## Список композиций
| №                   | Название                     | Длительность |
| ------------------- | ---------------------------- | ------------ |
| 1.                  | «Беларускія дарогi»          | 5:25         |
| 2.                  | «О-о, гэта ўсё»              | 2:51         |
| 3.                  | «Вайна»                      | 4:31         |
| 4.                  | «Сакрэт сусьветнага сьвятла» | 4:49         |
| 5.                  | «Прастора»                   | 3:32         |
| 6.                  | «Лёгкія-лёгкія»              | 5:10         |
| 7.                  | «Хавайся ў бульбу»           | 5:06         |
| 8.                  | «Юра, ёлкi-палкi, Коля»      | 3:09         |
| 9.                  | «FM»                         | 3:54         |
| 10.                 | «Тры чарапахi 2»             | 2:29         |
| 11.                 | «Маё пакаленьне»             | 4:10         |
| 12.                 | «Фабрыка»                    | 5:23         |
| Общая длительность: | Общая длительность:          | 50:29        |

## Участники записи
- Лявон Вольский — вокал, гитара
- Пит Павлов — гитара, бэк-вокал
- Юрий Левков — бас-гитара, бэк-вокал
- Олег Демидович — ударные, бэк-вокал
- Геннадий Сырокваш — режиссёр записи, сведение, мастеринг
- Михаил Анемподистов, Елена Дашкевич — дизайн
- Игорь Вирковский — полиграфия
- Владимир Шаблинский — директор

## Рецензии
Многие рецензенты отмечали пессимистичность и некоторую депрессивность альбома, а также сходство звучания с музыкой группы Nirvana. В целом альбом был встречен положительно. На сайте Experty.by средняя оценка альбома от экспертов 8 баллов из 10. В 2008 году этот же сайт составил рейтинг альбомов N.R.M., в котором альбом «Дом культуры» был поставлен на второе место, сразу же после альбома «Тры чарапахі». «Белорусская газета» оценила альбом на 4.5 баллов из 5. Свои заметки о новом альбоме разместили также газеты «Знамя юности» и «Советская Белоруссия». Павел Свердлов писал, что альбом получился «о страхе».
Музыкальным порталом «Тузін Гітоў» на основе опроса 90 экспертов был составлен рейтинг «100 величайших белорусских песен». В этот список на 48-м месте вошла песня «Лёгкія-лёгкія».